# Bommadihalli, Belur
Bommadihalli là một làng thuộc tehsil Belur, huyện Hassan, bang Karnataka, Ấn Độ.